# 谢纶辉
谢纶辉，字楞徽，清朝末年民国时期金融家、银行家。中国通商银行的第二任中方总经理。子谢光甫，民国大藏书家。

## 简介
生于浙江省余姚县（今宁波余姚市）泗门镇。光绪初年，谢纶辉到上海谋生，在同乡引荐下，任职于上海桕墅方家延康钱庄。由于勤奋精明，善于理财，不久便得到当时延康钱庄经理陈笙郊的提拔，谢纶辉由此崛起于上海钱庄界。
光绪十五年（1889年），陈笙郊发起创立上海北市钱业公会，谢纶辉是重要参与者。会馆成立后，谢即出任董事。光绪二十年（1894年），上海桕墅方家承裕钱庄成立，谢纶辉被推为经理。
光绪二十三年（1897年），清廷官商合股成立中国首家新式银行，取名为中国通商银行。宁波籍巨商朱葆三为最大股东，并出任银行总董。陈笙郊因上海钱业领袖身份，被聘为首任中方总经理（时称“华大班”）。因陈笙郊集中精力于通商银行业务，上海北市钱业会馆总董的职务即由谢纶辉接班。1902年，谢纶辉被推选为上海商业会议公所的议员。
光绪三十一年（1905年），陈笙郊病重之时，向中国通商银行董事会举荐谢纶辉。经董事会表决，谢纶辉正式成为中国通商银行第二华人总经理。任上，谢提议重新建造中国通商银行大厦，获得董事会批准。光绪三十二年，中国通商银行新大楼开工建设，成为上海外滩的著名建筑。
谢纶辉担任中国通商银行中方总经理长达十四年。光绪三十四年（1908年），谢并兼任上海桕墅方家赓裕钱庄经理。曾投资上海多座钱庄，包括恒祥、聚康、汇康、怡大、同余等等。谢并入股中华轮船招商局（招商局集团）。
1919年，因病逝世。

## 慈善事业
谢纶辉热衷办学，投资教育事业，曾先后创办核真学校、景棋学堂等新式学校。民国教育部曾授予他三等金质嘉羊勋章。
民国六年，斥资二万四千银元，在家乡建造希范义庄。1918年，北洋政府冯国璋题写“敬宗睦族”的匾额，褒奖谢纶辉的慈善义举。